# 東京都道439号椎名町上石神井線
東京都道439号椎名町上石神井線（とうきょうとどう439ごう しいなまちかみしゃくじいせん）は、東京都豊島区を起点とし同都練馬区に至る特例都道である。練馬区のお花見スポットと桜の名所として知られる。

## 起点・終点・総延長
- 東京都道420号鮫洲大山線交点（正式名称無し・東京都豊島区南長崎六丁目） - 関町一丁目交差点（東京都練馬区上石神井一丁目）
- 総延長:8,762 m

## 一般名称
- 千川通り（※東京都道436号小石川西巣鴨線 千川通りとは異なる。）

## 通過する自治体
- 東京都
  - 豊島区
  - 練馬区
  - 中野区
  - 杉並区

## 交差する主な道路
| 交差する道路                                      | 交差点名     | 所在地 | 所在地 |
| ------------------------------------------------- | ------------ | ------ | ------ |
| 東京都道420号鮫洲大山線（中野通り）               |              | 東京都 | 豊島区 |
| 東京都道318号環状七号線（環七通り）               |              | 東京都 | 練馬区 |
| 東京都道442号北町豊玉線（弁天通り・豊玉庚申通り） | 練馬消防署前 | 東京都 | 練馬区 |
| 東京都道8号千代田練馬田無線（目白通り）           | 豊玉北六丁目 | 東京都 | 練馬区 |
| 東京都道8号千代田練馬田無線支線                   |              | 東京都 | 練馬区 |
| 東京都道427号瀬田貫井線（中杉通り）               |              | 東京都 | 練馬区 |
| 東京都道25号飯田橋石神井新座線（旧早稲田通り）    | 八成橋       | 東京都 | 練馬区 |
| 東京都道311号環状八号線（環八通り）               | 八成橋第二   | 東京都 | 練馬区 |
| 東京都道245号杉並田無線（新青梅街道）             | 井草四丁目   | 東京都 | 練馬区 |
| 東京都道444号下石神井大泉線（井草通り）           |              | 東京都 | 練馬区 |
| 東京都道4号東京所沢線（青梅街道）                 | 関町一丁目   | 東京都 | 練馬区 |

## 交差する鉄道路線
- 西武新宿線 上井草駅 - 上石神井駅間（踏切）

また起点付近（東長崎駅 - 江古田駅間）から富士見台駅付近まで西武池袋線と並行する。

## 周辺の施設
- 練馬総合病院
- 江古田駅
- 武蔵大学
- 都営バス練馬支所
- 桜台駅
- 豊玉第二中学校
- 練馬消防署
- 練馬駅
- 中村橋駅
- 富士見中学高等学校
- 富士見台駅
- 西武バス練馬営業所
- ヨークマート 石神井店
- 上井草駅
- 上井草スポーツセンター

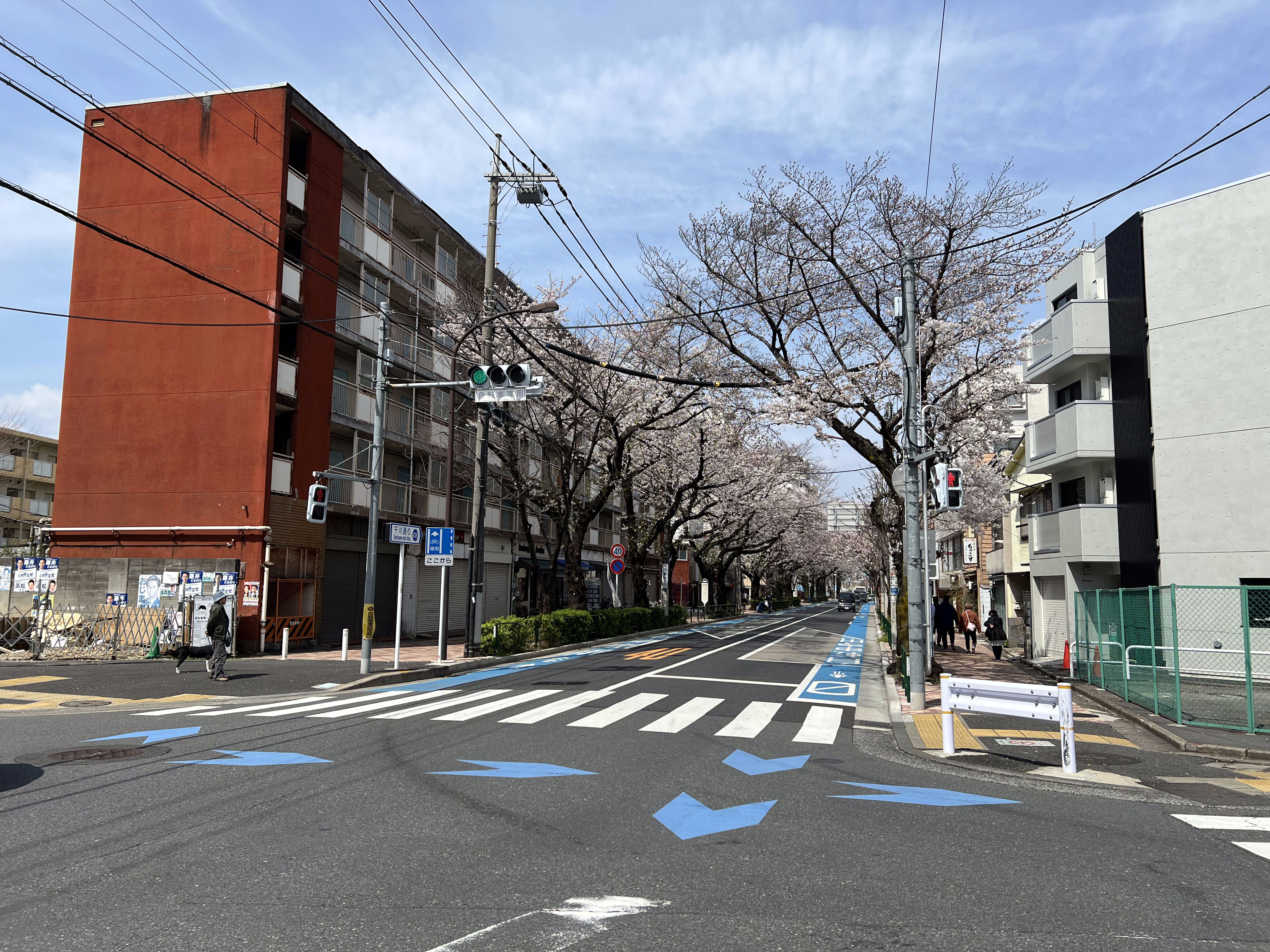
起点（東京都豊島区南長崎6丁目）
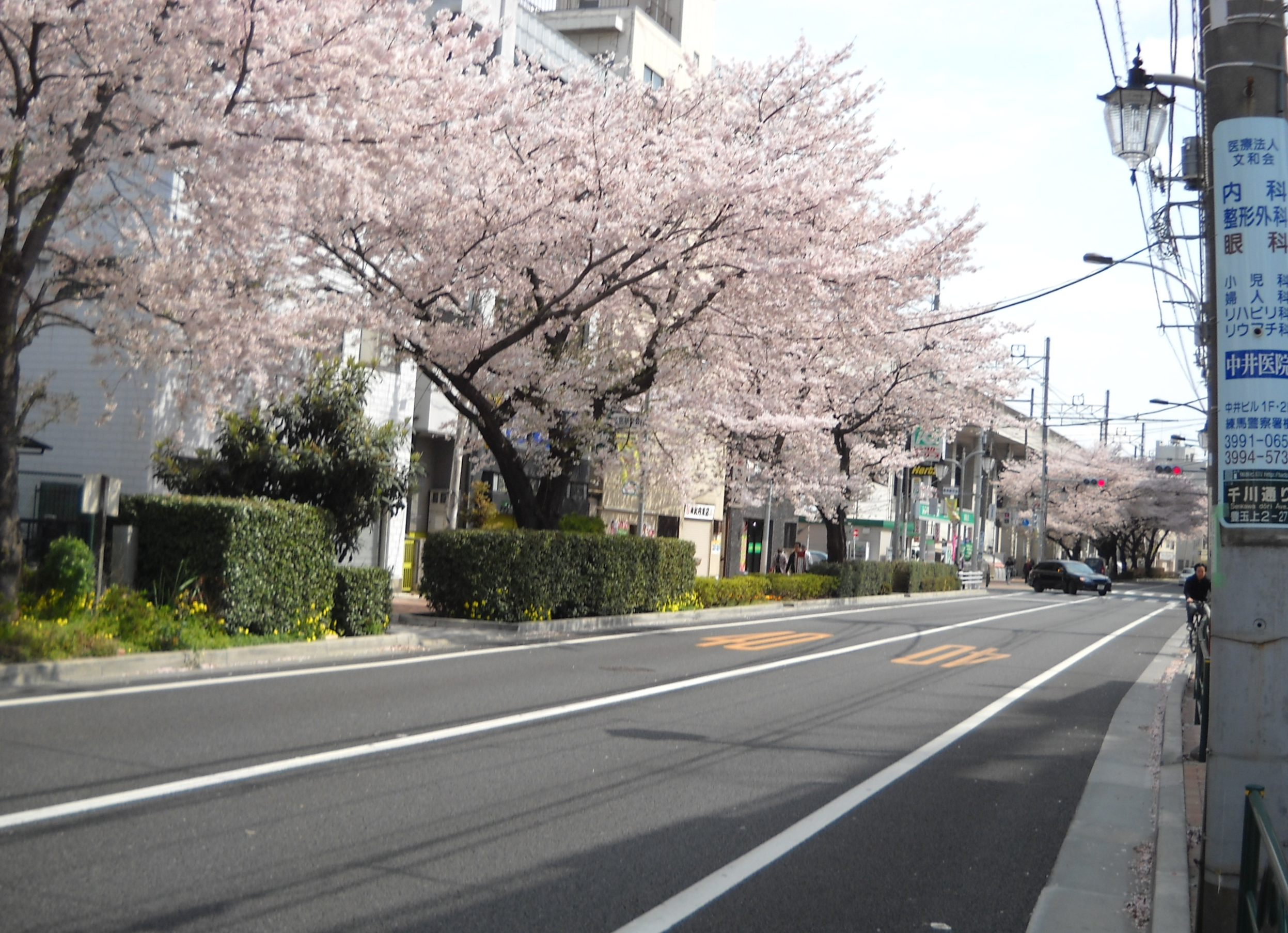
練馬駅付近
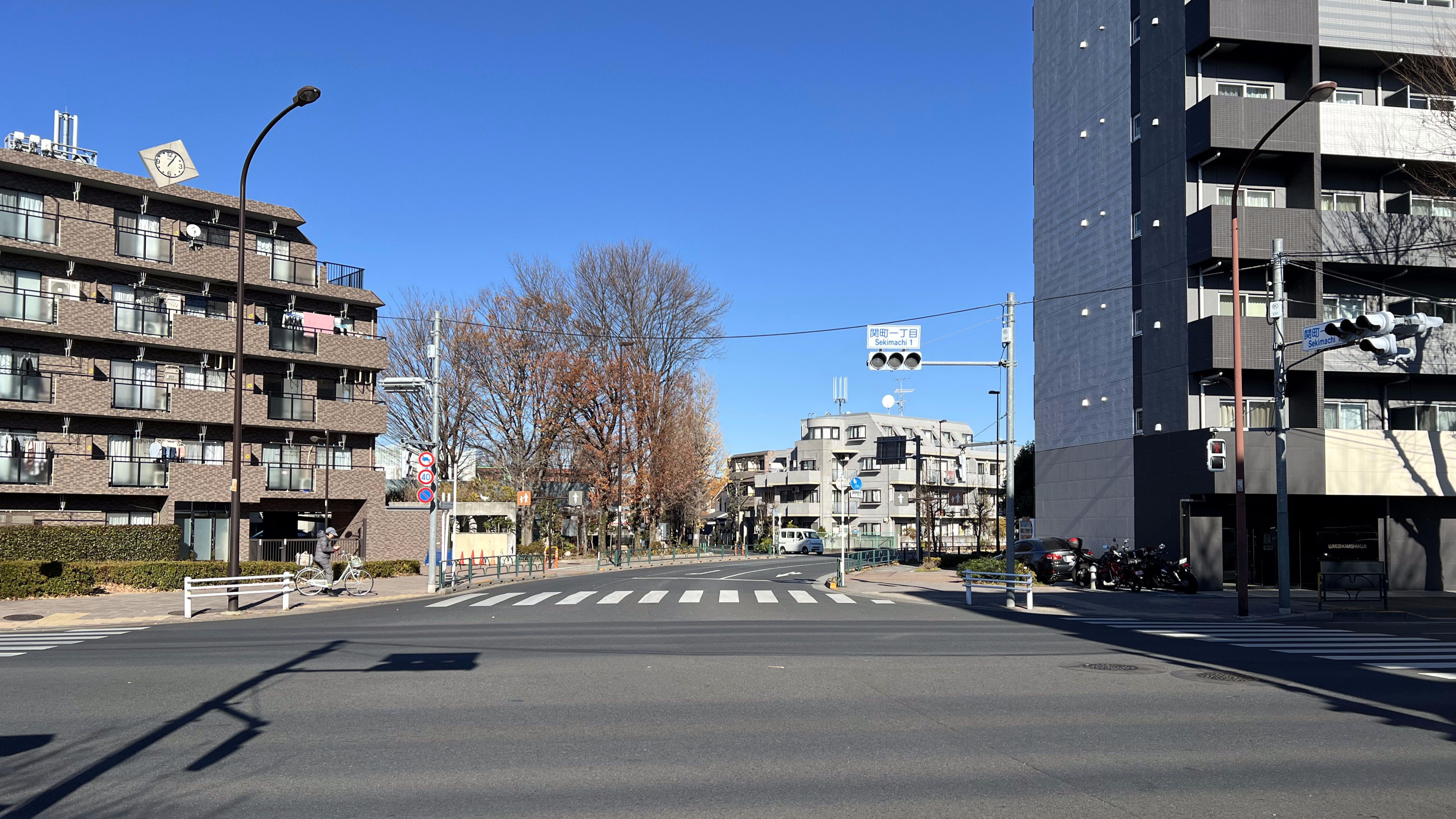
終点（関町一丁目交差点）